# Ramillies (Belgia)
Ramillies (wa. Ramiêye) – miejscowość i gmina (commune) w środkowej Belgii, w Regionie Walońskim, w prowincji Brabancja Walońska, w okręgu Nivelles. 1 stycznia 2024 r. liczyła 6700 mieszkańców.

## Podział administracyjny
W skład gminy wchodzi siedem dzielnic (section):
- Autre-Église
- Bomal
- Geest-Gérompont-Petit-Rosière
- Grand-Rosière-Hottomont
- Huppaye
- Mont-Saint-André (Sint-Andriesberg)
- Ramillies-Offus